# Kuća Batlló
Kuća Batlló (katalonski: La Casa Batlló) je stambena zgrada u Barceloni, u ulici Passeig de Gràcia br. 43, i jedno je od ključnih djela Antonija Gaudíja.
Zgrada je građena od 1904. do 1906. godine u dijelu grada znanom kao "Jabuka nesklada" (katalonski: Manzana de la discordia) jer je prepuna primjera katalonske modernističke arhitekture (Art Nouveau). Kako "manzana" znači i "jabuka", ali i "stambena četvrt", radi se o igri riječi.
Kuću Batlló je, za obitelj Josepa Batlló i Casanovasa, lokalnog industrijalca, preuredio Gaudí u svom ekstremnom osobnom stilu. Gaudí je obnovio fasadu, interijer, ali i namještaj. Salvador Dalí je nazvao njegovu fasadu: "snažan i besmislen sjaj raznobojnog mozaika koji isijava iz neobičnih vodenih oblika". Kult zakrivljene linije i širenje oblika je najvažnije za simboliku vitalnosti koja se odlikuje na svakom detalju, od stupova do balkona. Fasada izgleda kao živi organizam koji vibrira.
Zapravo toranj s križnim cvijetom simbolično predstavlja svetog Jurja, zaštitnika Barcelone, koji ubija zmaja (simbol kraljevske Španjolske) prikazanog krljuštima krovnog crijepa, dok su balkoni oblikovani kao lubanje njegovih žrtava, a stupovi njihove kosti.
- Casa Amatller i Casa Batlló
- Balkoni na fasadi
- Krov kuće Batlló
- Dimnjak izbliza
- Stubište i svod iznutra

## Poveznice
- Djela Antonia Gaudija
- Art Nouveau

## Vanjske poveznice
- Službene stranice La Casa Batlló
- Fotografije unutrašnjosti  Arhivirana inačica izvorne stranice od 15. kolovoza 2009. (Wayback Machine)